# Договор в Лабиау
Догово́р в Лабиа́у (нем. Vertrag von Labiau) — договор, подписанный между Фридрихом Вильгельмом I, курфюрстом Бранденбургским и Карлом X Густавом Шведским 10 (20) ноября 1656 года в Лабиау (ныне Полесск). Договор был подписан с несколькими уступками, наиболее важным из которых было решение о предоставлении Фридриху Вильгельму I полноправного суверенитета в герцогстве Пруссия и в Эрмланде (Эрмеланд, Вармия), что поддержала Швеция, Карл X Густав стремился «купить поддержку Фридриха Вильгельма» в продолжающейся Второй Северной войне.

## Предпосылки
Когда в 1654 году разразилась Вторая Северная война, Карл X Густав Шведский предложил союз Фридриху Вильгельму I, «Великому курфюрсту» Бранденбурга и герцогу Пруссии. Поскольку ценой этого альянса стала бы передача прусских портов Пиллау (ныне Балтийск) и Мемеля (ныне Клайпеда) Швеции, Фридрих Вильгельм I отказался и вместо этого подписал оборонительный союз с Голландской республикой в 1655 году.
После шведских военных успехов, включая вторжение в Пруссию, Фридрих Вильгельм I был вынужден утвердить Пруссию в качестве феодального владения при согласии шведского короля в Кёнигсбергском договоре 17 января 1656 года. До этого Фридрих Вильгельм I считал это герцогство феодом польского короля. В Кёнигсберге «Великий курфюрст» также должен был удовлетворить шведские требования в отношении Пиллау и Мемеля, обещать финансовую и военную помощь и сдать половину портовых сборов Швеции.
25 июня 1656 года Карл X Густав и Фридрих Вильгельм I заключили официальный альянс в Мариенбурге после того, как шведские победы в Речи Посполитой прекратились. Швеция предложила завоеванные польские территории, и Фридрих Вильгельм I поддержал Карла X Густава с его вновь сформированной армией в битве под Варшавой 28-30 июля, что ознаменовало «начало прусской военной истории».
Несмотря на победу, последующее вступление в войну русского царя, императора Священной Римской империи и голландского флота оставило Швецию в неблагоприятном положении, и её судьба зависела от дальнейшей бранденбургской поддержки. Это позволило Фридриху Вильгельму I поднять цену за то, чтобы остаться шведским союзником, и Карл X Густав выполнил его требования в договоре в Лабиау.

## Требования
Карл X Густав предоставил Фридриху Вильгельму I полный суверенитет в герцогстве Пруссия и Эрмланде (Эрмеланд, Вармия). За свои прусские владения Фридрих Вильгельм I был повышен от статуса герцога до princeps summus & Suverenus. В статье III указано, что это относится также к преемникам Фридриха Вильгельма I, которые также будут иметь статус principes summi & absoluti Suverenii.
Швеция также отказалась от своих прав собирать таможенные сборы в прусских портах, и Фридрих Вильгельм I, в свою очередь, должен был предоставить Швеции 120 000 риксдалеров. Будучи сам кальвинистом, он также обязался предоставить религиозную свободу лютеранам на своих прусских территориях, подтверждая аналогичные статьи IV и XVII договоров в Мариенбурге и Кёнигсберге соответственно.
В дополнение к этим условиям в договор также вошли секретные статьи: в нём Фридрих Вильгельм I принял шведские претензии на прибрежные районы Балтики между Пруссией и Шведской Ливонией, а именно на Курляндию, Литву, Жемайтию и Семигалию.

## Последствия
После заключения договора Фридрих Вильгельм I сначала продолжил свою военную поддержку Карла X Густава, выделив некоторые силы для участия в польских кампаниях последнего в начале 1657 года. Однако после того, как Дания вступила в войну, а Карл X Густав покинул польский театр военных действий для проведения кампании в Дании, Фридрих Вильгельм I вывел свои войска из Польши и закрепил их на своих прусских территориях.
Когда посол Фердинанда III, императора Священной Римской империи, предложил Польше признать суверенитет Гогенцоллернов в Пруссии, в свою очередь, присоединение Фридриха Вильгельма I к антишведскому лагерю и поддержку кандидата от Габсбургов на следующих имперских выборах, «Великий курфюрст» дал понять о своей готовности изменить сторону. Вследствие этого польский король Ян III Собеский 19 сентября 1657 года заключил секретный договор в Велау, в котором признал суверенитет Гогенцоллернов над Прусским герцогством, но не над Эрмландией, в свою очередь, был подтвержден и «вечный союз» между Бранденбург-Пруссией и Польшей и религиозная свобода для католиков в Пруссии.
Соглашение в Велау было подтверждено Бромбергским договором в ноябре, после которого Бранденбург активно выступил против Швеции. Фридрих Вильгельм I также отдал свой голос кандидату от Габсбургов после того, как император 29 февраля 1658 года согласился на другой договор, предоставляющий Фридриху Вильгельму I 10 000 военнослужащих для поддержки его кампании в шведской Померании.
18 января 1701 года, основываясь на суверенитете Прусского герцогства, Фридрих I Прусский короновал себя «королём Пруссии».